# Fernand de Beeckman
Marie Ghislain Auguste Arthur Fernand baron de Beeckman (Brussel, 3 april 1845 - aldaar, 4 december 1918) was een Belgisch kunstschilder, aquarellist en filantroop. Hij was, samen met zijn echtgenote Emilie Wittouck, een van de leden van het consortium dat de mijnconcessie van Zwartberg beheerde.

## Afkomst
Hij was een telg van het oude adellijke geslacht De Beeckman waarvan het eerste lid reeds in 1630 in de adelstand werd verheven. Zijn grootvader, Auguste de Beeckman (1786-1876) was lid van de Provinciale en Gedeputeerde Staten van Brabant en werd in 1822 in de adelstand verheven met de titel van baron voor de eerstgeborene. Zijn vader Ferdinand de Beeckman (1817-1869), die in 1841 huwde met gravin Cécile de Liedekerke-Beaufort (1818-1893), verkreeg in 1842 de baronstitel, eveneens met overgang bij eerstgeboorte. Hijzelf verkreeg de titel na de dood van zijn oudere broer Humbert in 1877.

## Kunstschilder en aquarellist
De Beeckman was een leerling van de Nederlandse aquarellist Willem Roelofs die tussen 1847 en 1887 in Brussel verbleef. Hij maakte vervolgens verscheidene studiereizen naar Italië. Emile Wauters, die in 1880 een portret van hem schilderde, was een goede vriend van hem. Zijn schilderwerken en aquarellen stelden vooral landschappen en stadsgezichten voor. De Koninklijke Musea voor Schone Kunsten van België zijn in het bezit van een aquarel uit 1893 met een stadsgezicht van Venetië.

## Filantroop, samen met zijn echtgenote

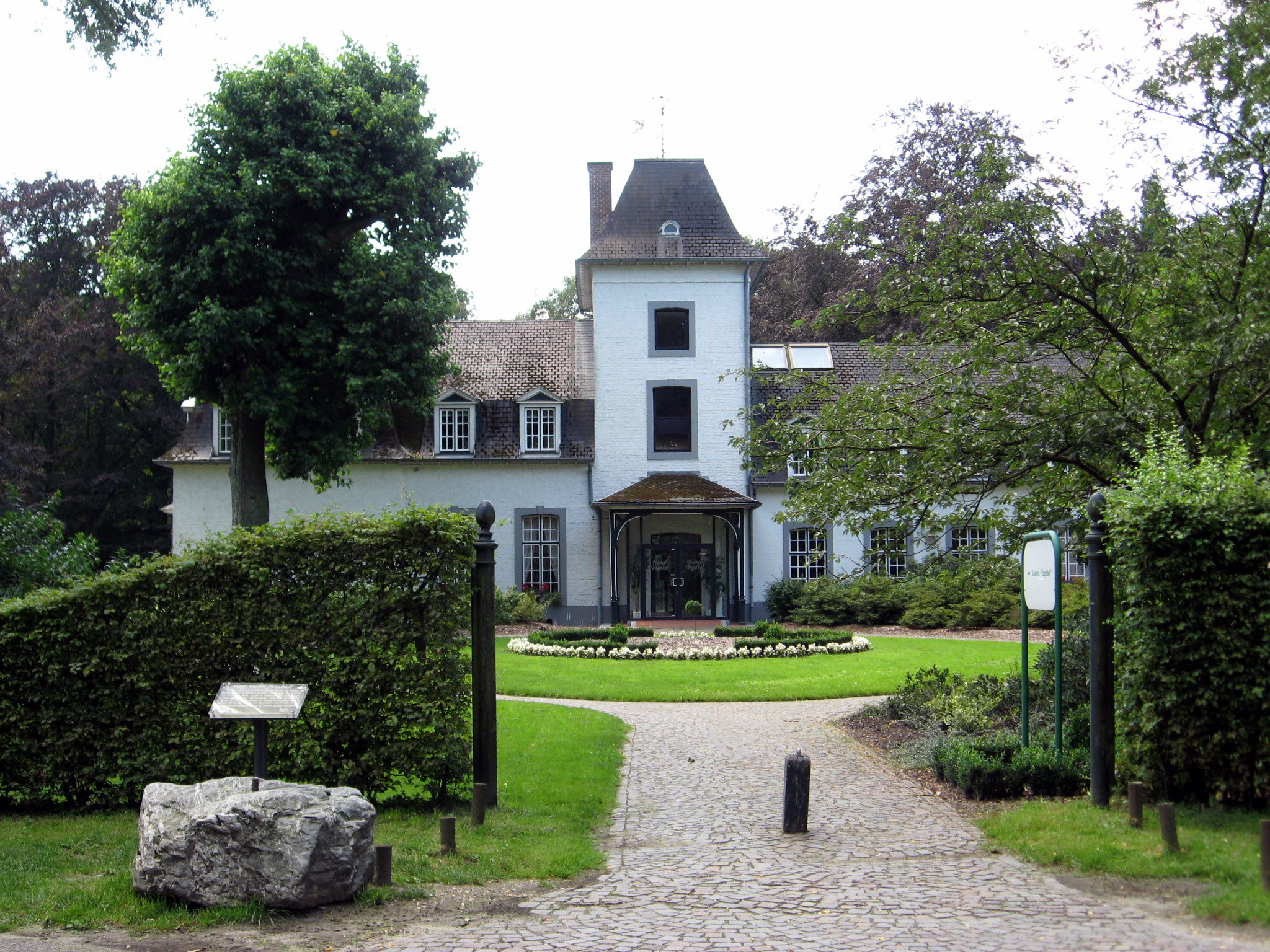
Het in 1903 gebouwde kasteel Engelhof

Baron de Beeckman bleef lange tijd ongehuwd. Hij huwde pas 57-jarige leeftijd, op 24 september 1902 in Brussel, met de 18 jaar jongere Emilie Wittouck (Sint-Pieters-Leeuw, 21 juni 1863 - Brussel, 4 januari 1955), de jongste dochter van Félix-Guillaume Wittouck, een Brussels likeurstoker, grootindustrieel en burgemeester van Sint-Pieters-Leeuw. Na de dood van haar vader in 1898 had Emilie het ruim 500 hectare grote domein in de provincie Limburg, dat tegenwoordig bekend is onder de naam Hengelhoef, geërfd. Het domein strekte zich uit over de gemeenten Houthalen, Genk en een klein gedeelte van Zonhoven en was sinds 1850 in het bezit van de familie. Het jonge koppel werd onmiddellijk na hun huwelijk geconfronteerd met een grote brand waarbij de kasteelhoeve en de stallingen totaal werden vernield. In 1903 verrees op dezelfde plaats het kasteel Engelhof, gelegen in een Engelse tuin.
De echtelingen De Beeckman-Wittouck waren vooral actief op het gebied van het welzijnswerk. Zelf hadden ze geen kinderen en daarom hadden ze vooral aandacht voor wezen, zwakke en achtergestelde kinderen. Reeds voor haar huwelijk had Emilie Wittouck een stuk grond van haar uitgestrekte domein voorzien voor kinderopvang maar vond geen geschikte congregatie om dit te organiseren.
In 1907 werd het koppel lid van het consortium dat verder bestond uit de families Massy en Thorn dat samen met de maatschappij Cockerill de mijnconcessie van Zwartberg beheerde. Aan de Luikse bisschop, Martin-Hubert Rutten, werd door het vrome koppel het jaar nadien het stuk grond van het domein aangeboden om er de nieuwe parochie Zwartberg op te richten. Het bisdom vond de tijd nog niet rijp hiervoor. Net voor de Eerste Wereldoorlog waren er vergevorderde plannen voor de oprichting van een kweekschool van de Fraters van Tilburg maar het uitbreken van de oorlog stak hier een stokje voor.
Beide echtelieden waren ook ridder in de Leopoldsorde.

## Kolonie De Beeckman
Fernand de Beeckman stierf net na het einde van de oorlog op 73-jarige leeftijd. Zijn weduwe verkocht het meest westelijke deel van het domein en kocht met de opbrengst ervan het voormalige militaire vliegveld met bijbehorende vliegschool in As. Zij schonk het geheel aan het Oeuvre nationale des colonies scolaires catholiques die er vanaf 1927 een kinderkolonie voor zwakke en achtergestelde kinderen startte. De kolonie kreeg de naam van het koppel, de grote droom was eindelijk gerealiseerd. De kinderkolonie te As bleef bestaan tot in 2003, toen deze naar Genk verhuisde.
Emilie Wittouck stierf in 1955 op 91-jarige leeftijd waarna het domein met het kasteel werd verkocht aan de gemeente Genk. Deze verkocht het in 1962 verder aan de Landsbond der Christelijke Mutualiteiten die er het vakantiedomein Hengelhoef ging uitbaten.